# Calycophyllum obovatum
Calycophyllum obovatum là một loài thực vật có hoa trong họ Thiến thảo. Loài này được (Ducke) Ducke mô tả khoa học đầu tiên năm 1937.